# Rapporto guadagno di antenna-temperatura di rumore
Il rapporto guadagno di antenna-temperatura di rumore (G/T) è una cifra di merito nella caratterizzazione delle prestazioni di una antenna, dove G è il guadagno dell'antenna in decibel alla frequenza di ricezione e T è la temperatura equivalente di rumore del sistema ricevente in Kelvin. La temperatura di rumore del sistema ricevente è dato dalla somma della temperatura di rumore dell'antenna con la temperatura di rumore dei dispositivi dai terminali dell'antenna fino all'uscita del ricevitore.
La temperatura dell'antenna (Tant) è un parametro che descrive la quantità di rumore prodotta da un'antenna in un dato ambiente. Questa non è la temperatura fisica dell'antenna, bensì un'espressione della potenza del rumore disponibile sulla flangia dell'antenna. Per definire l'ambiente, dobbiamo definire la distribuzione della temperatura, ovvero della temperatura in ogni direzione in cui può essere puntata l'antenna, espressa in coordinate sferiche. Ad esempio, il cielo notturno è di circa 4 K mentre il suolo terrestre è la temperatura fisica del suolo terrestre che, in assenza di misure specifiche si assume pari a 290 K. Questa distribuzione della temperatura verrà scritta come TS (θ, φ).
Per un'antenna con un guadagno funzione delle coordinate polari G (θ, φ), la temperatura del rumore è definita matematicamente come:
{\displaystyle T_{\text{A}}={\frac {1}{4\pi }}\int _{0}^{2\pi }\int _{0}^{\pi }G(\theta ,\varphi )T_{\text{S}}(\theta ,\varphi )\sin(\theta )\;d\theta d\varphi } 
La distribuzione della temperatura intorno l'antenna viene integrata sull'intera sfera e ponderata in base al diagramma di radiazione dell'antenna. Pertanto, un'antenna isotropa ha una temperatura di rumore pari alla media di tutte le temperature attorno all'antenna, mentre, per un'antenna perfettamente direzionale, la temperatura dell'antenna dipenderà solo dalla temperatura della direzione verso la quale l'antenna è diretta.
La potenza del rumore PN, espressa in watt, ricevuta da un'antenna alla temperatura TA può essere definita in termini di larghezza di banda, B, su cui operano l'antenna e il suo ricevitore:
{\displaystyle P_{\text{N}}=kT_{\text{A}}B}
dove k è la costante di Boltzmann (1,380649×10−23 J/K). Al ricevitore è associata anche una temperatura, TE, e la temperatura totale del sistema T, data da temperatura dell'antenna più temperatura del ricevitore, è data da T = TA + TE . Questa temperatura può essere utilizzata nell'equazione di cui sopra per trovare la potenza di rumore totale del sistema.
Un parametro spesso riportato nelle schede tecniche delle antenne è il rapporto tra il guadagno dell'antenna diviso la temperatura dell'antenna o la temperatura del sistema, se è associato un ricevitore. Questo parametro è scritto come G/T e le sue unità sono dB · K −1 .

## Calcolo delG/T
G/T è il valore di merito di un sistema dove G è il guadagno dell'antenna di ricezione e T è la temperatura di rumore del sistema. Quindi, la temperatura del rumore del sistema è la somma della temperatura del rumore dell'antenna più la temperatura del rumore del ricevitore (LNA)
Se la misura non viene effettuata al ricevitore, allora questa è riferita alla sola  temperatura del rumore dell'antenna e questo non è un valore rappresentativo per il calcolo di G/T poiché G/T è riferito sia alle prestazioni di ricezione dell'antenna che del ricevitore.